# Sacerdotes del Sagrado Corazón de Jesús
Los Sacerdotes del Sagrado Corazón de Jesús, conocidos también como los Dehonianos, y Reparadores en España, utilizan las siglas , (S.C.I.) en latín Congregatio Sacerdotum a Sacro Corde Jesu, constituyen una congregación de sacerdotes de la Iglesia católica, fundada en Saint-Quentin por León Dehon en 1878.

## Distribución
En el año 2005, la congregación se componía de 2321 miembros, de los que 1621 eran sacerdotes, repartidos en 411 casas en treinta y seis países: en Europa (Albania, Alemania, Austria, Bélgica, Bielorrusia, Croacia, España, Finlandia, Francia, Irlanda, Italia, Luxemburgo, Moldavia, Países Bajos, Polonia, Portugal, Reino Unido, Eslovaquia, Suiza, Ucrania), en América (Argentina, Brasil, Canadá, Chile, Ecuador, Estados Unidos, México, Uruguay, Venezuela), en África (Camerún, Congo, Madagascar, Mozambique, Union Sud-Africana) y en Asia (India, Indonesia, Filipinas).
Su casa general se encuentra en Roma, desde donde la congregación es dirigida por el padre Carlos Luis Suárez Codorniu, de nacionalidad española, con su consejo general.

## Superiores generales
- Venerable León Dehon (28 de junio de 1878 - 12 de agosto de 1925)
- Joseph Philippe (20 de enero de 1926 - 24 de octubre de 1935)
- Theodorus Govaart (24 de octubre de 1935 - 7 de septiembre de 1953)
- Alphons Lellig (11 de enero de 1954 - 13 de diciembre de 1958)
- Joseph de Palma (15 de julio de 1959 - 6 de junio de 1967)
- Albert Bourgeois (6 de junio de 1967 - 6 de junio de 1979)
- Antonio  Panteghini (6 de junio de 1979 - 24 de mayo de 1991)
- Virginio Bressanelli (24 de mayo de 1991 - 27 de mayo de 2003)
- José Ornelas Carvalho (27 de mayo de 2003 - 25 de mayo de 2015)
- Heiner Wilmer (desde el 25 de mayo de 2015 - 6 de abril de 2018)
- Carlos Luis Suarez Codorniu (desde el 20 de julio de 2018 - Actual)

## Miembros destacados
- Venerable León Dehon (1843-1925), fundador
- Émile Gabriel Grison (1860-1942), Fundador de la misión de Stanley Falls
- Beato Juan María de la Cruz (1891-1936)
- Cor van der Peet (1900 - 1987) (compositor)
- Joseph Wittebols (1912-1964), misionero, obispo asesinado en Wamba (Congo-Kinshasa) en 1964
- Renaat De Ceulaer, misionero, director del museo de las misiones de la SCJ de la calle Cattoir de Bruxelles

## Misioneros asesinados
- En Stanleyville en 1964 durante la revuelta de los Simbas:

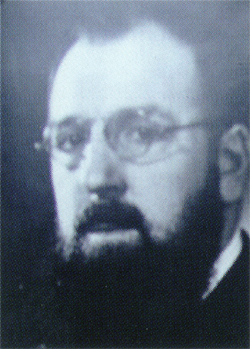
Padre Hendrik Van der Vegt (1909, SCJ), Holandés
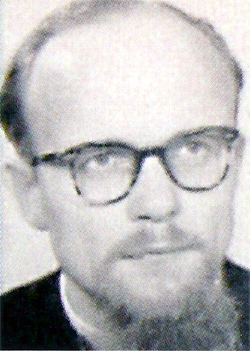
Padre Hendrik Verberne (1924, SCJ), Holandés
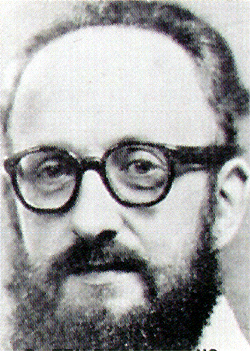
Padre Frans Ten Bosch (1913, SCJ), Holandés
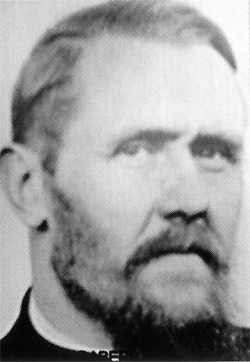
Hermano Martin Brabers (1905, SCJ), Holandés
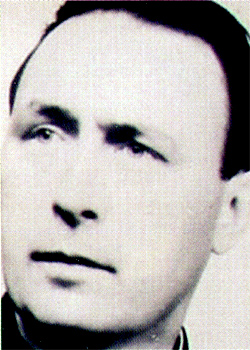
Padre Jozef Conrad (1915, SCJ), Luxemburges
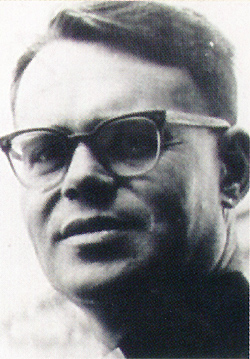
Padre Amour Aubert (1927, SCJ), Belga
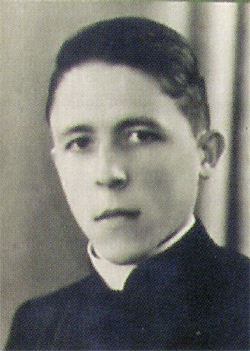
Hermano Aloysius Paps (1921, SCJ), Belga
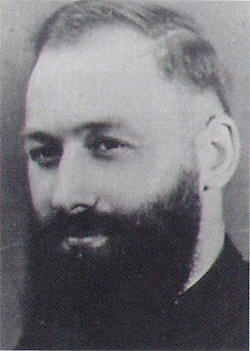
Padre Jean Trausch (1918, SCJ), Luxemburges
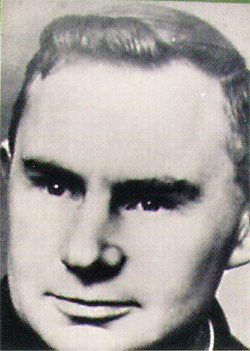
Hermano Hendrik Vanderbeek (1912, SCJ), Belga
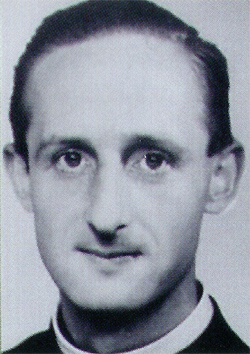
Padre Gerard Nieuwkamp (1932, SCJ), Holandés

- En Wamba durante la revuelta de los Simbas:

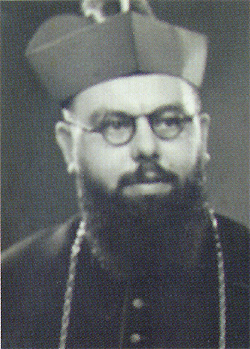
Monseñor Joseph Wittebols (1912, SCJ), Belga
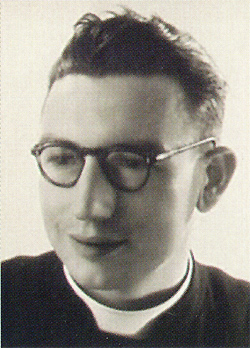
Padre Karel Bellinckx (1913, SCJ), Belga
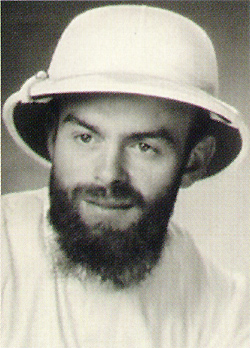
Padre Christiaan Vandael (1929, SCJ), Belga
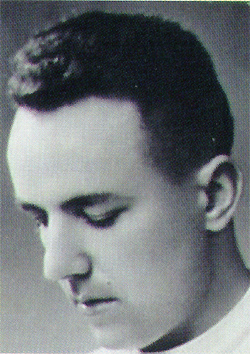
Padre Jérôme Vandemoere (1932, SCJ), Belga
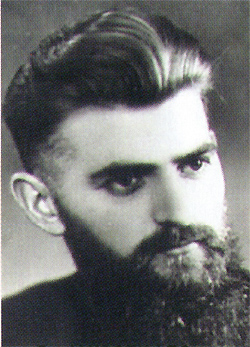
Père Leo Janssen (1926, SCJ), Belga
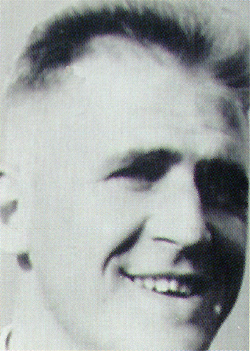
Padre Clément Burnotte (1930, SCJ), Belga
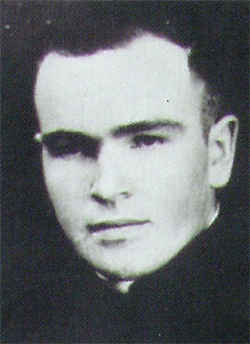
Padre Jacques Moreau (1934, SCJ), Belga
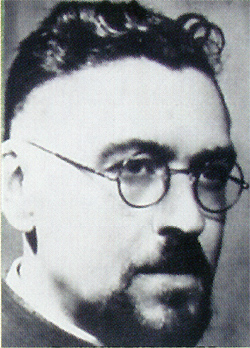
Hermano André Laureys (1913, SCJ), Belga

- En Bafwasende durante las revuelta de los Simbas en 1964:

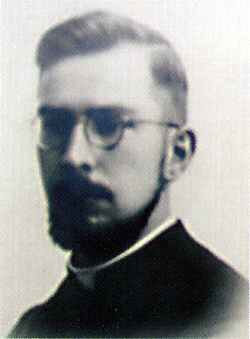
Padre Jan De Vries (1911, SCJ), Holandés
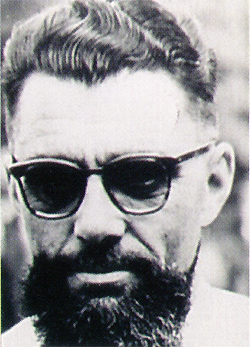
Hendrik Hams
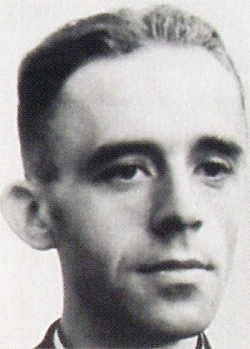
Piet van den Biggelaar
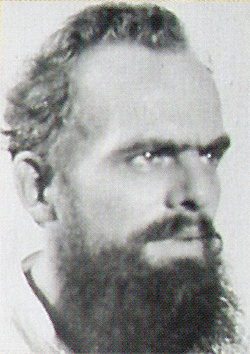
Arnold Schouenberg
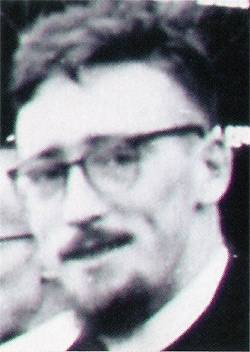
Jan Slenter
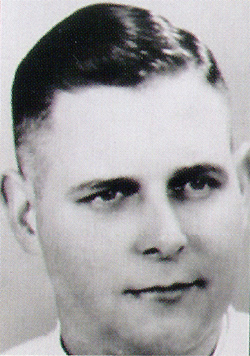
Wim Vranken
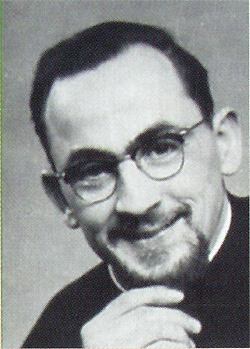
Hermano Willem Schouenberg